# 布莱克里克 (俄亥俄州)
布莱克里克是美国俄亥俄州富兰克林县杰斐逊镇南部的一个未建制社区，是哥伦布都市圈的一部分。这个小社区起源于一座火车站，是High街（社区以外一般称为Reynoldsburg New Albany Rd，是富兰克林县东部Broad Street的北延伸）与铁路的交叉口。与社区同名的布莱克里克溪穿过布莱克里克。布莱克里克的邮局曾位于社区内，后搬迁至社区南部的Reynoldsburg-New Albany Road上。Jefferson公墓位于布莱克里克，由Jefferson Township管理。该社群并没有学区，而是被分在了五个学区中。哥伦布城市学区，位于加汉纳的加汉纳-杰斐逊城市学区，位于Pataskala, Ohio的Licking Heights学区，位于New Albany, Ohio的New Albany-Plain学区和位于Reynoldsburg, Ohio的Reynoldsburg市学区。